# Provincia de Kalasin
Kalasin (en tailandés: กาฬสินธุ์) es una de las setenta y seis provincias que conforman la organización territorial del Reino de Tailandia.

## Geografía
La mayor parte de la provincia está cubierta por el paisaje montañoso. En el norte se encuentra la presa de Lam Pao construida durante 1963-1968, y es capaz de almacenar 1.430 millones de m³ de agua para la prevención de inundaciones y para favorecer a la práctica de la agricultura. El embalse Pao Lam efectivamente corta la parte norte de la provincia a la mitad, pero hay transbordadores de vehículos que conecta el distrito de Sahatsakhan en el este con el distrito de Nong Kung Si en el oeste. En el arroyo del noroeste del embalse se construyó un puente de que une a una de las carreteras y conecta a la aldea de Ban Dong Bang en el oeste con la ciudad de distrito de Wang Sam Mo en el este. Aunque el puente fue construido hace varios años (antes de 2000) no aparece (2006) sobre los mapas de carreteras disponibles comercialmente.
Kalasin es famosa por los fósiles de dinosaurios encontrados en Phu Kum Khao (distrito Sahatsakhan), el sitio más grande en cuanto a cantidad de fósiles de dinosaurios hallados de todo el Reino de Tailandia. La mayoría de los fósiles son de saurópodos de 120 millones de años.

## División administrativa

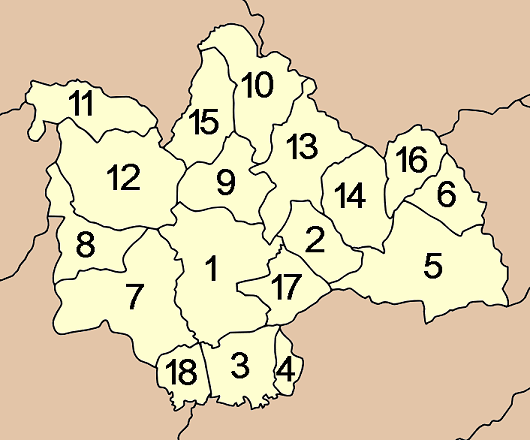
Distritos de la provincia.

Esta provincia tailandesa se encuentra subdividida en una cantidad de distritos (amphoe) que aparecen numerados a continuación:
1. Mueang Kalasin
2. Na Mon
3. Kamalasai
4. Rong Kham
5. Kuchinarai
6. Khao Wong
7. Yang Talat
8. Huai Mek
9. Sahatsakhan
10. Kham Muang
11. Tha Khantho
12. Nong Kung Si
13. Somdet
14. Huai Phueng
15. Sam Chai
16. Na Khu
17. Don Chan
18. Khong Chai

## Demografía
La provincia abarca una extensión de territorio que ocupa una superficie de unos 6.946,7 kilómetros cuadrados, y posee una población de 921.366 personas (según las cifras del censo realizado en el año 2000). Si se consideran los datos anteriores se puede deducir que la densidad poblacional de esta división administrativa es de 133 habitantes por kilómetro cuadrado aproximadamente.